# Šempeter pri Gorici
Šempeter pri Gorici (olasz nyelven: San Pietro di Gorizia) város Szlovéniában, a Goriška statisztikai régióban, a Vrtojbica-patak két partján fekszik. Közigazgatásilag Šempeter-Vrtojba község központját képezi. Lakosságának száma 3865 fő. A város nyugati szélén található egy szlovén-olasz határátkelőhely. A határátkelőt olaszul San Pietro di Goriziának hívják.
A történelem során jelentős időn keresztül a város Goriziával állt szoros kapcsolatban, amely ma Olaszországban található. A város nevét is erről a földrajzi közelségről kapta, mivel nevének jelentése: Szent Péter Gorizia közelében. 1947 óta Nova Goricához is szorosan kapcsolódik. 2011 májusa óta a város azonos közigazgatási fennhatóságba került Goriziával és Nova Goricával.

## Híres személyek
A településen élt, vagy született híres személyek a következők:
- Valter Birsa, futballista
- Goran Cvijanović, futballista
- Tim Matavž, futballista
- Anton Nanut, karmester
- Borut Pahor, jelenlegi szlovén elnök
- Saša Ranić, futballista
- Etien Velikonja, futballista
- Miha Zajc, futballista
- Dejan Žigon, futballista

## Fordítás
- Ez a szócikk részben vagy egészben  a(z)   Šempeter pri Gorici című angol Wikipédia-szócikk ezen változatának fordításán alapul.  Az eredeti cikk szerkesztőit annak laptörténete sorolja fel. Ez a jelzés csupán a megfogalmazás eredetét és a szerzői jogokat jelzi, nem szolgál a cikkben szereplő információk forrásmegjelöléseként.